# イエナ橋
イエナ橋（仏 : Pont d'Iéna）はフランス、パリのセーヌ川に架かる石造アーチ橋である。7区側エッフェル塔の足下にあり、セーヌ川を挟んだ対岸16区にはトロカデロ庭園及びシャイヨ宮がある。

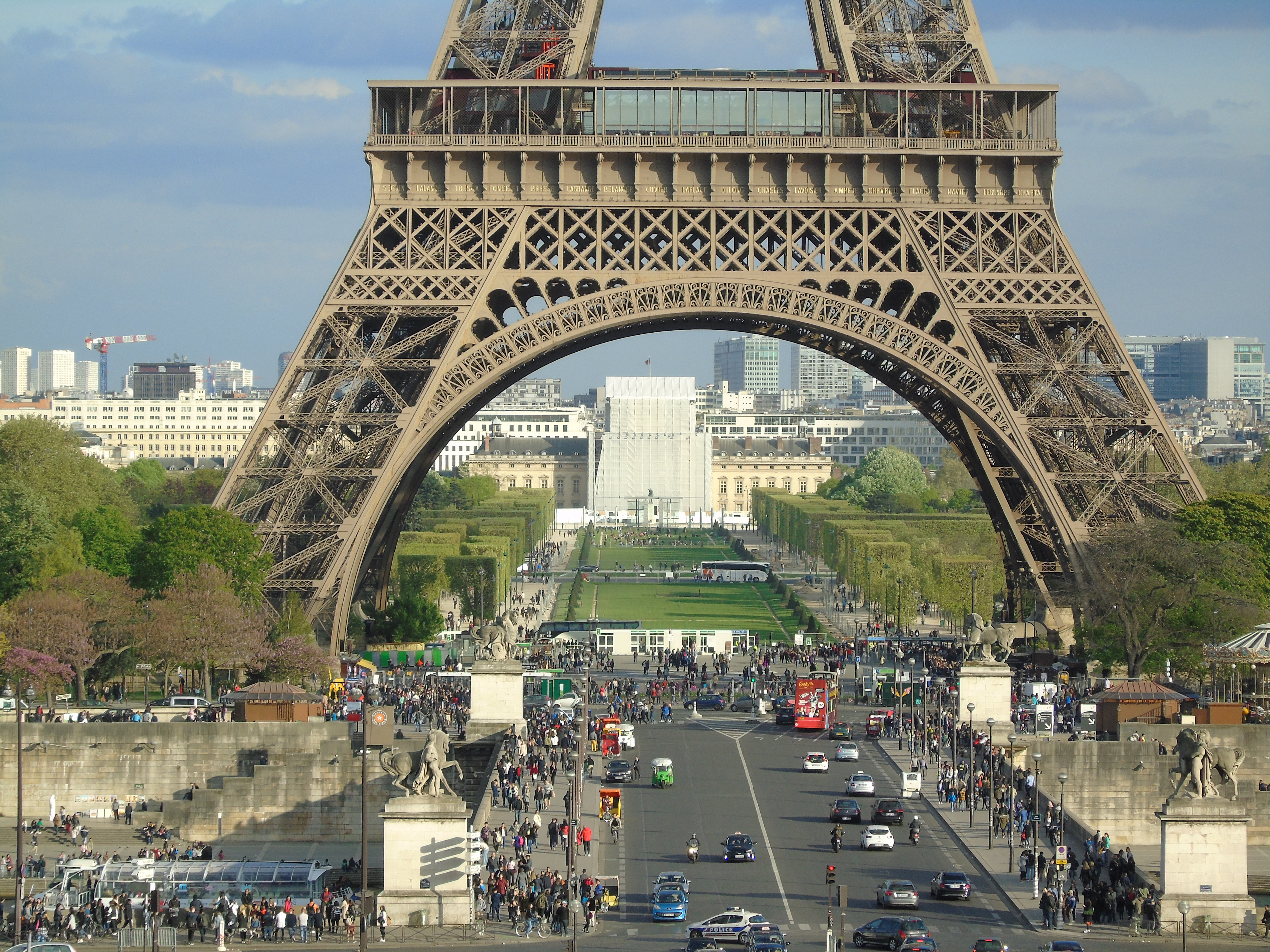
シャイヨ宮トロカデロ庭園から見るイエナ橋

陸軍士官学校（エコール・ミリテール）に面する橋の建設を決めたのはナポレオンで命令は1807年、ワルシャワから発せられた。橋の名前はもともと「シャン・ド・マルス橋」または「士官学校橋」になるはずだったが1806年のイエナ・アウエルシュタットの戦いの勝利から取られた「イエナ橋」になった。
最初の橋は1808年から1814年に架けられた。その後1937年のパリ万国博覧会に合わせて幅が19メートルから35メートルに拡大された。28メートルスパンのアーチが5つで全長155メートルの橋を構成している。アーチの間の4本の橋脚とタンパンはフランソワ＝フレデリック・ルモがデザインし、ジャン＝フランソワ・ムーレが制作した皇帝の鷲の紋章で装飾が施されている。1853年には橋の四方に4体の彫刻が据えられた。
- 右岸16区側
  - ガリアの戦士（アントワーヌ・プレオー作）
  - ローマの戦士（ルイ・ドーマ作）
- 左岸7区側
  - アラブの戦士（ジャン＝ジャケ・フーシュレ作）
  - ギリシャの戦士（フランソワ・デヴォー作）

## 交通
- メトロ9号線 イエナ駅Iéna下車
- メトロ6号線、9号線 トロカデロ駅Trocadéro下車
- メトロ9号線 パッシー駅Passy下車
- RER C線 シャン・ド・マルス＝トゥール・エッフェル駅 Champ de Mars - Tour Eiffel下車

## 隣の橋
（上流）アルマ橋―ドゥビリ橋―イエナ橋―ビラケム橋―ルエル橋（下流）